# バックナンバー333
『バックナンバー333』（バックナンバースリースリースリー）は、日本のテレビドラマ。

## 概要
1965年8月1日から1966年7月31日まで朝日放送の制作で、TBS系列の毎週日曜18時30分 - 19時00分（JST）に放送されたアクションドラマである。全53回。ダイハツ工業の一社提供。
当枠は『ダイハツコメディ やりくりアパート』『やりくり天国』『やりくり三代記』『青春タックル』の『ダイハツコメディ やりくりシリーズ』を4作放送。その後は『織田信長』→『高杉晋作』→『風雲真田城』の時代劇を放送していたが裏番組の『シャボン玉ホリデー』（日本テレビ）に押され、視聴率は低迷していた。
当番組は『やりくりシリーズ』以来、久し振りの現代劇に変更。映画『007シリーズ』を彷彿としたアクションドラマとなった。主人公の大介が運転するスポーツカーはダイハツ工業が当時販売したオープンカー　コンパーノスパイダーを使用。『やりくりアパート』以来のダイハツ工業とのタイアップを行った。
主演は『月光仮面』『隠密剣士』に出演した俳優の大瀬康一。西野バレエ団出身の原田糸子、当時は子役の麻丘めぐみ(藤井佳代子)が出演した。

## ストーリー
鶴見大介は普段はレンタカー会社を経営しているが、事件が起きると愛用のスポーツカー「カーナンバー333」に飛び乗り、持ち前の正義感と合気道五段の腕前で社会悪に立ち向かい、次々と事件を解決していく。

## 出演者
- 鶴見大介：大瀬康一
- 三ツ矢歌子
- 江川光子：原田糸子
- 丸山鯛郎：神戸瓢介
- 大東勉：飯沼慧
- 藤井佳代子
- 大平一平
- 杉山六九：古川縁九
- 明子：浅野公恵
- 左卜全
- 元太郎：二瓶康一

## スタッフ
- 製作：仲川利久、杉田昭、石井一夫
- 脚本：香住春吾、宮川一郎、藤本義一
- 監督：小野田嘉幹、土屋統吾郎、仲川利久
- 音楽 : 小坂務
- 企画：朝日放送、協和広告
- 衣裳提供：銀座メンズウエアー
- 協力：松竹芸能テレビ部
- 制作：山崎プロダクション、朝日放送

## 放送局
以下、特記の無いものは全て放送時間は日曜 18:30 - 19:00、制作局・朝日放送と同時ネット。
- 朝日放送
- TBS
- 北海道放送[2]
- 青森放送：日曜 10:00 - 11:00[2]
- 岩手放送[2]
- 山形放送：日曜 10:30 - 11:00[2]
- 東北放送[2]
- 新潟放送[2]
- 北日本放送：日曜 8:00 - 8:30[3]
- 北陸放送：日曜 10:00 - 10:30[3]
- 福井放送：月曜 18:15 - 18:45[3]
- 信越放送[4]

- 山梨放送：日曜 10:00 - 10:30[5]
- 静岡放送[6]
- 中部日本放送[7]
- 山陰放送[8]
- 山陽放送[9]
- 中国放送[9]
- RKB毎日放送[10]
- 熊本放送[10]
- 大分放送[11]
- 宮崎放送[12]
- 南日本放送[12]
- 沖縄テレビ：月曜 18:30 - 19:00[13]

## 漫画
篠原とおるによって、『まんがジャイアンツ』（日の丸文庫）に漫画が連載された。